# 片岡安祐美
片岡安祐美（1986年11月14日—）是日本熊本縣熊本市人，女子棒球選手，守備位置是内野手。2009年3月畢業於日本流通經濟大學經濟學院的企業管理學系，球隊是業餘社會人球隊茨城Golden Golds，是日本少數在非女子隊打球的女選手。練習賽時曾以「Avex 片岡」作為登錄名（正式比賽時用本名登錄）。她可愛的笑容與對棒球的熱情擄獲許多球迷的心，成為日本棒壇偶像般的存在。
2002年起連續三年入選日本女子硬式棒球隊國手，2003年打出大賽首支全壘打（場內）。2005年女子棒球世界大賽在澳洲黃金海岸開打，她也入選日本代表隊候補選手。2006年，作為台日棒球親善大使，與前旅日投手郭源治到台灣訪問。

## 簡歷
- 出身：熊本縣熊本市
- 球歷
  - 熊本市立畫圖小學（軟式） 1號三壘手縣大會出場
  - 熊本市立出水南中學校（軟式）2號二壘手縣大會八強
  - 熊本縣立熊本商業高等學校（硬式）
  - 茨城Golden Golds（2005年－） 背號1號二壘手

## 外部連結
- 茨城Golden Golds官方網站
- 片岡安祐美在台灣棒球維基館上的頁面（繁體中文）